# Pop'n music Animelo
pop'n music Animelo (pop'n music アニメロ poppun myūjikku animero?) es un videojuego musical derivado de la franquicia pop'n music. Distribuido por Konami, fue lanzado para arcade en marzo de 2000 y varios meses después, salió su contraparte para consola en julio del mismo año. A diferencia de las versiones lineales de pop'n music, las series de Animelo carecen de canciones creadas por Konami, y en su lugar, contienen únicamente canciones provenientes de openings y endings de animes con licencia. A pesar de que su versión para consola se lanzó meses después con el nombre de pop'n music Animation Melody, las únicas novedades fueron los modos Survival y Hyper Survival.

## Modos de juego
- Easy: Siendo el modo para principiantes, solo consta con cinco botones.
- Normal: Es el modo normal del juego, con la diferencia que a partir de aquí, se utilizan los nueve botones.
- Excite: Es el modo más difícil del juego. A medida que uno va jugando una canción, la velocidad de las notas va incrementando poco a poco hasta cierto punto.
- Survival: Considerado como el modo infinito, el jugador debe completar infinitamente todas las canciones al azar, con una barra de energía que disminuye con cada fallo que pasa al no acertar correctamente una nota. El principal objetivo es sobrevivir con la mayor cantidad de canciones superadas en total.
- Hyper Survival: Equivalente al anterior, con la excepción de mucho más difícil y complicado.

## Lista de canciones
La siguiente tabla muestra las nuevas canciones introducidas en el juego:
| Nombre                            | Anime                         | Artista                      | Década      |             |             |
| First stage                       | First stage                   | First stage                  | First stage | First stage | First stage |
| --------------------------------- | ----------------------------- | ---------------------------- | ----------- | ----------- | ----------- |
| 魔法使いサリー                    | 魔法使いサリー                | 浅井裕子                     | 1960        |             |             |
| ひみつのアッコちゃん              | ひみつのアッコちゃん          | 石田あきこ                   | 1960        |             |             |
| ゲゲゲの鬼太郎                    | ゲゲゲの鬼太郎                | 滝口順平                     | 1960        |             |             |
| キューティーハニー                | キューティーハニー            | 西科かおり                   | 1970        |             |             |
| キャプテンハーロック              | 宇宙海賊 キャプテンハーロック | 水木一郎                     | 1970        |             |             |
| 銀河鉄道999                       | 銀河鉄道999                   | ささきいさお、杉並児童合唱団 | 1970        |             |             |
| 花の子ルンルン                    | 花の子ルンルン                | SAKI                         | 1970        |             |             |
| ワイワイワールド                  | Dr.スランプ アラレちゃん      | ふじのマナミ                 | 1980        |             |             |
| CHA-LA HEAD-CHA-LA                | ドラゴンボールZ               | 影山ヒロノブ                 | 1980        |             |             |
| ムーンライト伝説                  | 美少女戦士 セーラームーン     | 新谷さなえ                   | 1990        |             |             |
| Second stage                      |                               |                              |             |             |             |
| タイガー・マスク                  | タイガー・マスク              | 石原慎一                     | 1960        |             |             |
| ゲッターロボ！                    | ゲッターロボ!                 | ささきいさお                 | 1970        |             |             |
| 魔女っ子メグちゃん                | 魔女っ子メグちゃん            | 西科かおり                   | 1970        |             |             |
| キン肉マン Go Fight!              | キン肉マン                    | 石原慎一                     | 1980        |             |             |
| 聖闘士神話 ～ソルジャードリーム～ | 聖闘士星矢                    | 影山ヒロノブ                 | 1980        |             |             |
| 摩訶不思議アドベンチャー!         | ドラゴンボール                | 石原慎一                     | 1980        |             |             |
| Final stage                       |                               |                              |             |             |             |
| マジンガーZ                       | マジンガーZ                   | 水木一郎                     | 1970        |             |             |
| とんちんかんちん一休さん          | 一休さん                      | 世田谷児童合唱団             | 1970        |             |             |
| Secret songs                      |                               |                              |             |             |             |
| すきすきソング                    | ひみつのアッコちゃん          | くまのきよみ                 | 1960        |             |             |
| からんころんの歌                  | ゲゲゲの鬼太郎                | 石田あきこ、世田谷児童合唱団 | 1970        |             |             |